# Вулиця Молодих Шахтарів (Донецьк)

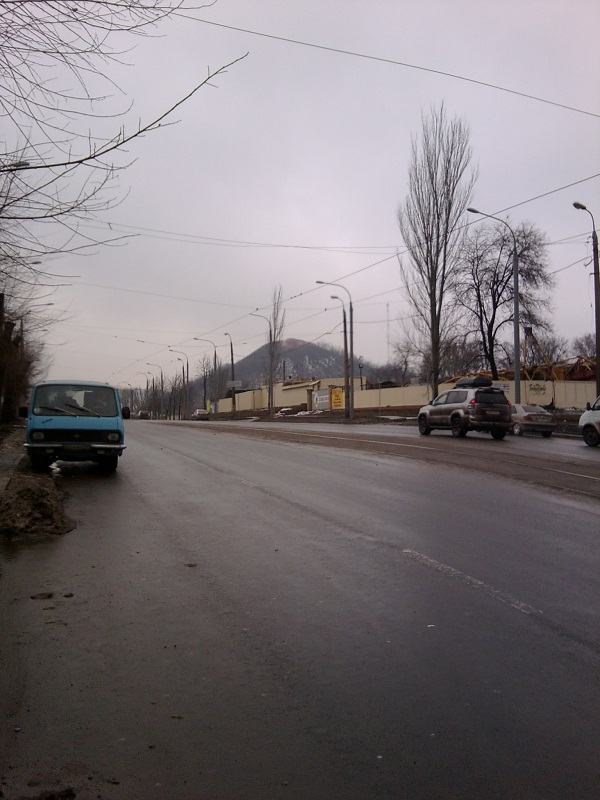
Вулиця Молодих Шахтарів

Вулиця Молодих Шахтарів — одна з вулиць міста Донецька. Розташована між Уманським провулком та вулицею Челюскінців.

## Історія
Вулиця названа на честь  шахтарів.

## Опис
Вулиця Молодих Шахтарів знаходиться у Київському районі Донецька. Простяглася з півдня на північ. Довжина вулиці становить близько двох кілометрів.

## Транспорт
Вулицею курсують трамваї №1 та №6.